# NGC 1041
NGC 1041 (również PGC 10125) – galaktyka eliptyczna (E-S0), znajdująca się w gwiazdozbiorze Wieloryba. Odkrył ją Édouard Jean-Marie Stephan 17 listopada 1881 roku.